# Thaumasiocyclops insulanus
Thaumasiocyclops insulanus – gatunek widłonoga z rodziny Cyclopidae, jedyny przedstawiciel rodzaju Thaumasiocyclops. Gatunek i rodzaj opisał w 1930 roku niemiecki zoolog Friedrich Kiefer.